# Hà Trác Ngôn
Hà Trác Ngôn (tiếng Trung: 何琢言, bính âm: Hé Zhuóyán), sinh ngày 26 tháng 11 năm 1988, là một nữ diễn viên và ca sĩ người Trung Quốc.

## Cuộc đời
Hà Trác Ngôn sinh tại Chiết Giang, Hàng Châu, tốt nghiệp Trường Nghệ thuật Hàng Châu. Cô bắt đầu sự nghiệp khi tham gia cuộc thi Hangzhou Super Girl năm 2005 và giành vị trí thứ 6 trong số 10 thí sinh xuất sắc nhất. Một năm sau cô tham gia cuộc thi Yahoo Three Directors Star Search programme (雅虎三大导演搜星) - cuộc thi tìm kiếm diễn viên trẻ và lọt vào mắt xanh của nhà sản xuất, đạo diễn Trương Kỷ Trung. Cô ký hợp đồng với công ty giải trí Hoa Nghị huynh đệ và tham gia các bộ phim võ hiệp - cổ trang do Trương Kỷ Trung sản xuất. Cô được biết đến nhiều nhất trong vai Song Nhi, một trong bảy người vợ của Vi Tiểu Bảo trong phim Tân Lộc Đỉnh ký, một bộ phim được chuyển thể từ tiểu thuyết cùng tên của nhà văn Kim Dung. Cô cũng tham gia phim Đại Đường du hiệp truyện chuyển thể từ tiểu thuyết cùng tên của Lương Vũ Sinh với vai Vương Yến Vũ, phim Binh pháp Tôn Tử với vai Quốc Mạc Ly. Cô cũng là người đại diện và quảng cáo cho các thương hiệu mỹ phẩm và dầu gội đầu, cũng như xuất hiện trong chương trình Tiền thế kim sinh thiên (前世今生篇) của Yahoo Trung Quốc với Huỳnh Hiểu Minh, bạn diễn với cô trong Tân Lộc Đỉnh ký. Hà Trác Ngôn là diễn viên trẻ nhất có tên trong danh sách Forbes China Celebrity 100 với giải thưởng ngôi sao tiềm năng nhất ở tuổi 18.

## Phim tham gia

### Điện ảnh
| Năm  | Tên                    | Tên tiếng Trung | Vai diễn | Ghi chú   |
| ---- | ---------------------- | --------------- | -------- | --------- |
| 2010 | Toàn thành nhiệt luyến | 全城熱戀        | A Lệ     | khách mời |

### Phim truyền hình
| Năm  | Tên                        | Tên tiếng Trung | Vai diễn        | Ghi chú |
| ---- | -------------------------- | --------------- | --------------- | ------- |
| 2008 | Tân Lộc Đỉnh ký            | 鹿鼎記          | Song Nhi        |         |
| 2008 | Đại Đường du hiệp truyện   | 大唐遊俠傳      | Vương Yến Vũ    |         |
| 2008 | Binh pháp Tôn Tử           | 兵聖            | Quốc Mạc Ly     |         |
| 2009 | Ỷ Thiên Đồ Long ký         | 倚天屠龍記      | Tiểu Chiêu      |         |
| 2009 | Thanh xuân tiến hành       | 青春进行时      | Hà Trác Ngôn    |         |
| 2010 | Giải cứu nữ binh Tư Đồ Tuệ | 拯救女兵司徒慧  | Tư Đồ Tuệ       |         |
| 2011 | Tân Tây du ký              | 西遊記          | Bạch Thử tinh   |         |
| 2011 | Hình Danh sư gia           | 刑名师爷        | Hạ Phượng Nghi  |         |
| 2011 | Tài thần hữu đạo           | 财神有道        | Lan Hoa tiên tử |         |

### Kịch
| Năm  | Tên                 | Tên tiếng Trung | Vai diễn     | Ghi chú |
| ---- | ------------------- | --------------- | ------------ | ------- |
| 2010 | Thủ vọng mộng tưởng | 守望夢想        | Vai nữ chính |         |

## Âm nhạc
| Tên bài hát                                           | Tên tiếng Trung | Ca sĩ gốc        |
| ----------------------------------------------------- | --------------- | ---------------- |
| Yumao (Lông chim)                                     | 羽毛            | Vương Tâm Lăng   |
| Dang Ni (Khi anh)                                     | 当你            | Vương Tâm Lăng   |
| Ai Ni (Yêu anh)                                       | 爱你            | Vương Tâm Lăng   |
| Aiqing Jiayou (Tình yêu đến)                          | 爱情加油        | Vương Tâm Lăng   |
| Tian Heihei (Bầu trời đen)                            | 天黑黑          | Tôn Yến Tư       |
| Yujian (Gặp mặt)                                      | 遇见            | Tôn Yến Tư       |
| Lü Guang (Đèn xanh)                                   | 绿光            | Tôn Yến Tư       |
| Ouruola (Aurora)                                      | 欧若拉          | Trương Thiều Hàm |
| Shouxin De Taiyang (Mặt trời trong tầm tay)           | 手心的太阳      | Trương Thiều Hàm |
| Remember                                              |                 | S.H.E            |
| Meili Xin Shijie (Thế giới mới tươi đẹp)              | 美丽新世界      | S.H.E            |
| Yes I Love You                                        |                 | S.H.E            |
| Huizhe Chibang De Nühai (The Girl Flapping Her Wings) | 挥着翅膀的女孩  | Dung Tổ Nhi      |
| Ni Yao De Ai (Tình yêu anh muốn)                      | 你要的爱        | Đới Bội Ni       |
| Xiang Jia (Nhớ nhà)                                   | 想家            | Trác Văn Huyên   |
| Qishi Jingshen (Tinh thần kị sĩ)                      | 骑士精神        | Thái Y Lâm       |
| Jia Sudu (Tăng tốc)                                   | 加速度          | Huo Ying         |
| Xiaodingdang (Doraemon)                               | 小叮当          | Phạm Hiểu Huyên  |
| Fenshou Kuaile (Hạnh phúc chia tay)                   | 分手快乐        | Lương Tĩnh Như   |
| Duoxie Shilian (Thank You for Breaking Up)            | 多谢失恋        | Twins            |

| Năm  | Tên bài hát                                                 | Tên tiếng Trung | Ghi chú             |
| ---- | ----------------------------------------------------------- | --------------- | ------------------- |
| 2005 | Daoshu Sanmiao Shuo Aini (Đếm ngược ba giây để nói yêu anh) | 倒数三秒说爱你  | đơn ca              |
| 2007 | Guangrong (Quang vinh)                                      | 光荣            | biểu diễn cùng BoBo |

## Giải thưởng
| Năm  | Giải thưởng | Ghi chú |
| ---- | --- | --- |
| 2007 | Giải thưởng ngôi sao tiềm năng nhất trong danh sách 100 người nổi tiếng ở Trung Quốc do tạp chí Forbes bình chọn (China Celebrity 100) 福布斯"最具潜力名人"奖 | |
| 2008 | Giải thưởng cặp đôi đẹp nhất trên truyền hình do SINA bình chọn 新浪电视剧第二季度评选"最佳荧屏情侣"奖                                                        | Cùng với Huỳnh Hiểu Minh, Ứng Thái Nhi, Thư Sướng, Hồ Khả, Lưu Tư, Lưu Vân và Lý Phi Nhi trong Tân Lộc Đỉnh ký |
| 2008 | Giải thưởng nữ diễn viên trẻ được yêu thích nhất, Kịch vũ Hải tây Ngưu hành thiên hạ "剧舞海西·牛行天下"之"最受观众喜欢新人"奖                                | |

## Quảng cáo
- Yahoo: Tiền thế kim sinh thiên (雅虎广告《前世今生篇》 (2006)) - cùng Huỳnh Hiểu Minh
- MININURSE: Mỹ phẩm chăm sóc da "小护士"护肤品 (2006)
- OSALI: Dầu gội ("欧莎丽"洗发水) (2006)